# Campanula afra
Campanula afra — вид квіткових рослин з родини дзвоникових (Campanulaceae). Країни зростання: Алжир, Марокко, Іспанія, Туніс.